# نبرد مویه
نبرد مویه ، مو یا مو بین نیروهای سلسله شانگ چین باستان به رهبری پادشاه شانگ ژو و ایالت شورشی ژو به رهبری پادشاه وو بود. ژوها شانگ را در مویه شکست دادند و یین پایتخت شانگ را به تصرف خود درآوردند، که نشان دهنده پایان شانگ و تأسیس سلسله ژو است - رویدادی که در تاریخ نگاری چینی به عنوان نمونه ای از نظریه فرمان بهشت مطرح است،‌ نظریه‌ای که در طول تاریخ چین برای توجیه فتح‌های دودمانی به‌کار می‌رفت.